# Peter Scharmach
Peter Scharmach (ur. 31 maja 1964 w Remscheid) – nowozelandzki kierowca wyścigowy niemieckiego pochodzenia.

## Życiorys
Scharmach rozpoczął karierę w międzynarodowych wyścigach samochodowych w 1994 roku od startów w Peugeot 306 Cup. Z dorobkiem 383 punktów uplasował się tam na szóstej pozycji w klasyfikacji generalnej. W późniejszych latach Nowozelandczyk pojawiał się także w stawce Peugeot 106 Series New Zealand, New Zealand 2.0 L Touring Car Championship, German Touring Car Challenge, Dutch Touring Car Championship, DMSB Renault elf Pokal, Renault Sport Clio Trophy, Dunlop Tourenwagen Cup Light, Niemieckiego Pucharu Porsche Carrera, Renault Clio V6 Germany, Renault Clio International Cup, 24h Nürburgring, DMSB Renault Sport Clio V6 Trophy, Porsche Supercup, SEAT Leon Supercopa Germany, World Touring Car Championship, Mini Challenge Germany, Renault Clio Cup Germany, Battery Town Porsche GT3 Cup Challenge, Mini Challenge New Zealand, THP Spider Cup, ADAC GT Masters, Światowego Pucharu Porsche Carrera, Coupe de France Renault Clio Cup oraz Renault Clio Cup Central Europe.
W World Touring Car Championship Nowozelandczyk wystartował podczas rundy w Makau w sezonie 2005 z niemiecką ekipą Engstler Motorsport. W pierwszym wyścigu uplasował się na szesnastej pozycji, a w drugim nie dojechał do mety.